# Пётр (Руднев)
Архиепи́скоп Пе́тр (в миру Никола́й Никола́евич Ру́днев 18 (30) апреля 1891, деревня Кузяево, Московский уезд, Московская губерния — 3 ноября 1937, урочище Сандармох, Карельская АССР) — епископ Русской православной церкви, архиепископ Самарский.

## Биография
Родился в многодетной (восемь детей) семье земского учителя Николая Григорьевича Руднева и дочери священника Риммы Ивановны (в девичестве Крыловой). Основное влияние на решение Николая стать священником оказал его дед — протоиерей Григорий Иванович Руднев, настоятель церкви в честь Владимирской иконы Божией Матери села Неклюдово под Москвой.
В 1906 году окончил Перервинское духовное училище, в 1912 году окончил Московскую духовную семинарию.
4 января 1914 года состоялось облечение в рясофор, после чего он работал чтецом и канонархом в академическом Покровском храме.
В 1915 году в Смоленской Зосимовой пустыни во Владимирской губернии архимандритом Иларионом (Троицким) пострижен в монашество. 5 июня 1915 года архиепископом Никоном (Рождественским) рукоположен во иеродиакона, а 20 июля — во иеромонаха.
В 1916 году окончил Московскую духовную академию, при этом ему разрешалось «сдать устные испытания и представить курсовые сочинение после летних каникул, в сентябре месяце сего 1916 года, после чего и иметь суждение об удостоении их учёной степени или звания».
В 1917 году, став военным священником, работал в разных госпиталях и отрядах Юго-западного фронта.
В 1918 году преподавал в Киевской духовной академии. После закрытия академии стал монахом Данилова монастыря.
С 1920 года — архимандрит Московского ставропигиального Симонова монастыря. Одним из результатов его служения в монастыре стал «богатейший материал по истории монастыря».

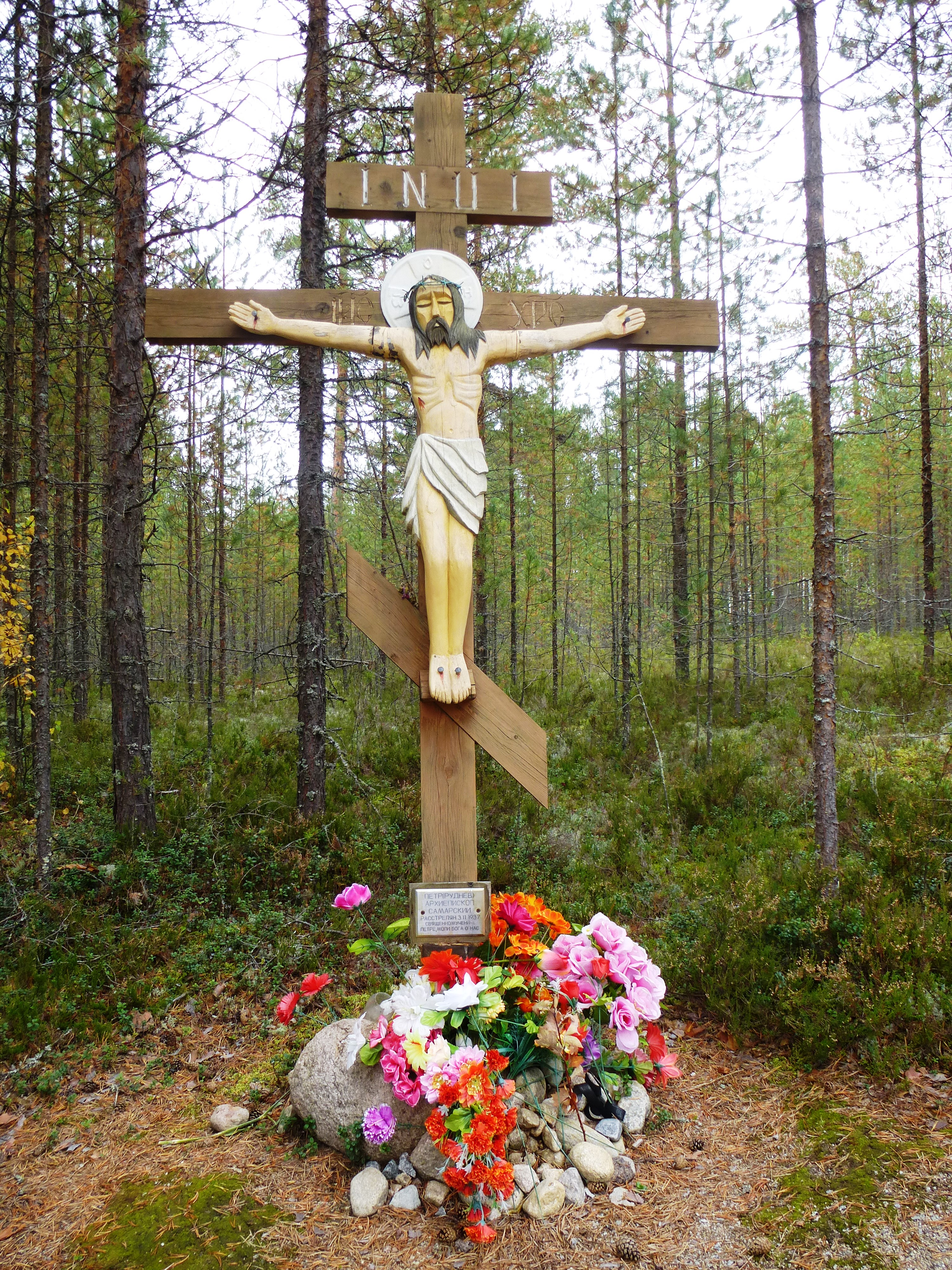
Поклонный крест на месте казни архиепископа Петра в урочище Сандормох

Ещё в 1922 году властями, оказавшими поддержку обновленцам среди братии, были предприняты усилия по отстранению его от управления монастырём. В 1924 году его отстранили от управления Симоновым монастырём. 10 декабря 1924 года был арестован по обвинению в том, что «вёл антисоветскую агитацию, распространяя разные заведомо ложные слухи и сведения по адресу советской власти, с целью её дискредитации». Заключён в Бутырскую тюрьму. 15 марта 1925 года освобождён под подписку о невыезде. 16 мая дело было закрыто, «так как следствием вышеозначенное преступление не подтвердилось».
5 ноября 1928 года хиротонисан во епископа Сергиевского (Загорского), викария Московской епархии.
С 25 сентября 1929 года — епископ Коломенский, викарий Московской епархии.
С 13 февраля 1933 года назначен управляющим делами Священного Синода. С 4 октября 1933 года — епископ Самарский.
9 июля 1934 года возведён в сан архиепископа.
2 марта 1935 года был арестован. 26 апреля приговорён к пяти годам лагерей. Отбывал наказание в Соловецком лагере. Заведовал читальным залом соловецкой библиотеки.
В 1937 году был переведён в лагерную тюрьму. Повторно был осуждён в лагере и приговорён к расстрелу. Расстрелян 3 ноября 1937 года в урочище Сандармох близ Медвежьегорска в Карелии.